# Major League Soccer 2002
Navigation
Édition précédente Édition suivante
La Major League Soccer 2002 est la 7e saison de la Major League Soccer, le championnat professionnel de football (soccer) des États-Unis. La ligue repasse de 12 à 10 franchises à la suite de la suppression des Fusion de Miami et du Mutiny de Tampa Bay pour cause de difficultés financières.
Le championnat est donc réorganisé en deux conférences, Est et Ouest comme lors des années 1996 à 1999.
Quatre places qualificatives pour la Coupe des champions de la CONCACAF 2003 sont attribuées au vainqueur du  MLS Supporters' Shield, aux finalistes du championnat et au vainqueur de la Coupe des États-Unis de soccer.

## Les 10 franchises participantes

### Carte
| Fire de Chicago Rapids du Colorado Crew de Columbus D.C. United Burn de Dallas Wizards de Kansas City Galaxy de · Los Angeles Revolution de la Nouvelle-Angleterre MetroStars Earthquakes · de San José |

| Association de l'Ouest - Rapids du Colorado - Burn de Dallas - Wizards de Kansas City - Galaxy de Los Angeles - Earthquakes de San José | Association de l'Est - Fire de Chicago - Crew de Columbus - D.C. United - Revolution de la Nouvelle-Angleterre - MetroStars |

### Stades
| Fire de Chicago  | Rapids du Colorado         | Crew de Columbus      | D.C. United          | Burn de Dallas   |
| ---------------- | -------------------------- | --------------------- | -------------------- | ---------------- |
| Cardinal Stadium | Invesco Field at Mile High | Columbus Crew Stadium | RFK Memorial Stadium | Cotton Bowl      |
| Capacité: 5.500  | Capacité: 76.125           | Capacité: 22.555      | Capacité: 46.000     | Capacité: 92.100 |
|                  |                            |                       |                      |                  |

| Wizards de Kansas City | Galaxy de Los Angeles | MetroStars       | Revolution de la Nouvelle-Angleterre | Earthquakes de San José |
| ---------------------- | --------------------- | ---------------- | ------------------------------------ | ----------------------- |
| Arrowhead Stadium      | Rose Bowl             | Giants Stadium   | Gillette Stadium                     | Spartan Stadium         |
| Capacité: 81.425       | Capacité: 92.542      | Capacité: 80.200 | Capacité: 68.756                     | Capacité: 30.456        |
|                        |                       |                  |                                      |                         |

### Entraîneurs
Durant l'intersaison, Ray Hudson ex-entraîneur du Fusion de Miami remplace Thomas Rongen au D.C. United .
| Équipe                               | Entraîneur                                |
| ------------------------------------ | ----------------------------------------- |
| Fire de Chicago                      | Bob Bradley                               |
| Rapids du Colorado                   | Tim Hankinson                             |
| Crew de Columbus                     | Greg Andrulis                             |
| D.C. United                          | Ray Hudson                                |
| Burn de Dallas                       | Mike Jeffries                             |
| Wizards de Kansas City               | Bob Gansler                               |
| Galaxy de Los Angeles                | Sigi Schmid                               |
| Revolution de la Nouvelle-Angleterre | Fernando Clavijo Steve Nicol (23/05/2002) |
| MetroStars                           | Octavio Zambrano                          |
| Earthquakes de San José              | Frank Yallop                              |

## Format de la compétition
- Les 10 équipes sont réparties en 2 conférences : Conférence Ouest (5 équipes) et la Conférence Est (5 équipes).
- Toutes les équipes disputent 28 rencontres qui se répartissent comme suit :
  - 4 rencontres (deux à domicile et deux à l'extérieur) contre chaque équipe de sa conférence
  - 4 rencontres (deux à domicile et deux à l'extérieur) contre une équipe de la conférence opposée
  - 2 rencontres (une à domicile et une à l'extérieur) contre les quatre autres équipes de la conférence opposée
- En cas d'égalité à l'issue d'un match, une prolongation de deux périodes de cinq minutes avec mort subite a lieu. Si aucun but n'est marqué, le match nul est conservé.
- La victoire vaut donc 3 points qu'elle soit acquise ou non dans le temps réglementaire. Le match nul à l'issue de la prolongation rapporte 1 point. Toute défaite ne rapporte aucun point.
- Les huit meilleures équipes sans distinction de conférence se qualifient pour les séries éliminatoires.
- La meilleure équipe de saison régulière a pour numéro le 1. L'équipe qui termine en tête de l'autre conférence est la numéro 2. Les autres équipes sont classées de 3 à 8 selon leur performance.
- En cas d'égalité :

1. Points dans les confrontations directes
2. Différence de buts générale
3. Nombre de buts marqué

## Saison régulière

### Classements des conférences Ouest et Est
| Rang | Équipe                    | Pts | J  | G  | N | P  | Bp | Bc | Diff |
| ---- | ------------------------- | --- | -- | -- | - | -- | -- | -- | ---- |
| 1    | Galaxy de Los Angeles     | 51  | 28 | 16 | 3 | 9  | 44 | 33 | +11  |
| 2    | Earthquakes de San José T | 45  | 28 | 14 | 3 | 11 | 45 | 35 | +10  |
| 3    | Burn de Dallas            | 43  | 28 | 12 | 7 | 9  | 44 | 43 | +1   |
| 4    | Rapids du Colorado        | 43  | 28 | 13 | 4 | 11 | 43 | 48 | -5   |
| 5    | Wizards de Kansas City    | 36  | 28 | 9  | 9 | 10 | 37 | 45 | -8   |

| Rang | Équipe                               | Pts | J  | G  | N | P  | Bp | Bc | Diff |
| ---- | ------------------------------------ | --- | -- | -- | - | -- | -- | -- | ---- |
| 1    | Revolution de la Nouvelle-Angleterre | 38  | 28 | 12 | 2 | 14 | 49 | 49 | 0    |
| 2    | Crew de Columbus C                   | 38  | 28 | 11 | 5 | 12 | 44 | 43 | +1   |
| 3    | Fire de Chicago                      | 37  | 28 | 11 | 4 | 13 | 43 | 38 | +5   |
| 4    | MetroStars                           | 35  | 28 | 11 | 2 | 15 | 41 | 47 | -6   |
| 5    | D.C. United                          | 32  | 28 | 9  | 5 | 14 | 31 | 40 | -9   |

- MLS Supporters' Shield et qualification automatique pour les séries éliminatoires
- Tête de série numéro 2 et qualification automatique pour les séries éliminatoires
- Franchise qualifiée pour les séries éliminatoires

T : Tenant du titre

C : Vainqueur de la Coupe des États-Unis de soccer 2002

### Classement général
| Rang | Équipe                               | Pts | J  | G  | N | P  | Bp | Bc | Diff |
| ---- | ------------------------------------ | --- | -- | -- | - | -- | -- | -- | ---- |
| 1    | Galaxy de Los Angeles                | 51  | 28 | 16 | 3 | 9  | 44 | 33 | +11  |
| 2    | Revolution de la Nouvelle-Angleterre | 38  | 28 | 12 | 2 | 14 | 49 | 49 | 0    |
| 3    | Earthquakes de San José T            | 45  | 28 | 14 | 3 | 11 | 45 | 35 | +10  |
| 4    | Burn de Dallas                       | 43  | 28 | 12 | 7 | 9  | 44 | 43 | +1   |
| 5    | Rapids du Colorado                   | 43  | 28 | 13 | 4 | 11 | 43 | 48 | -5   |
| 6    | Crew de Columbus C                   | 38  | 28 | 11 | 5 | 12 | 44 | 43 | +1   |
| 7    | Fire de Chicago                      | 37  | 28 | 11 | 4 | 13 | 43 | 38 | +5   |
| 8    | Wizards de Kansas City               | 36  | 28 | 9  | 9 | 10 | 37 | 45 | -8   |
| 9    | MetroStars                           | 35  | 28 | 11 | 2 | 15 | 41 | 47 | -6   |
| 10   | D.C. United                          | 32  | 28 | 9  | 5 | 14 | 31 | 40 | -9   |

- MLS Supporters' Shield, qualification en séries éliminatoires, pour la Coupe des champions de la CONCACAF 2003 et pour le quatrième tour de la Coupe des États-Unis de soccer 2003
- Tête de série numéro 2, qualification en séries éliminatoires et pour le quatrième tour de la Coupe des États-Unis de soccer 2003
- Franchise qualifiée pour les séries éliminatoires et le quatrième tour de la Coupe des États-Unis de soccer 2003
- Franchise non qualifiée pour les séries éliminatoires et qualification pour le troisième tour de la Coupe des États-Unis de soccer 2003

T : Tenant du titre

C : Vainqueur de la Coupe des États-Unis de soccer 2002 et qualification pour la Coupe des champions de la CONCACAF 2003

### Résultats
Source : Résultats de la saison

#### Matchs inter-conférences
| Résultats (▼dom., ►ext.)                                   | CHI  | COLO | COLU | DCU  | DAL  | KAN  | LA   | MET | N-A | SJ  | CHI | COLO | COLU | DCU | DAL | KAN | LA  | MET | NEW | SJ  |
| Fire de Chicago                                            |      | 2-1A |      |      | 1-3  | 5-1  | 0-1  |     |     | 1-1 |     |      |      |     |     |     | 1-2 |     |     |     |
| Rapids du Colorado                                         | 3-2  |      | 2-1  | 2-0  |      |      |      | 1-2 | 5-2 |     |     |      |      |     |     |     |     |     | 1-2 |     |
| Crew de Columbus                                           |      | 1-1  |      |      | 1-1  | 1-1  | 3-2  |     |     | 2-0 |     |      |      |     |     |     |     |     |     | 2-1 |
| D.C. United                                                |      | 2-0  |      |      | 3-4A | 2-1A | 1-0A |     |     | 4-2 |     |      |      |     |     | 0-0 |     |     |     |     |
| Burn de Dallas                                             | 3-1  |      | 1-0A | 2-1  |      |      |      | 2-0 | 1-2 |     |     |      |      |     |     |     |     | 1-3 |     |     |
| Wizards de Kansas City                                     | 2-1  |      | 0-4  | 2-0  |      |      |      | 1-3 | 3-2 |     |     |      |      | 2-1 |     |     |     |     |     |     |
| Galaxy de Los Angeles                                      | 2-1A |      | 2-1  | 2-1A |      |      |      | 3-0 | 2-1 |     | 1-0 |      |      |     |     |     |     |     |     |     |
| MetroStars                                                 |      | 0-1  |      |      | 1-2  | 1-1  | 5-0  |     |     | 1-1 |     |      |      |     | 1-3 |     |     |     |     |     |
| Revolution de la Nouvelle-Angleterre                       |      | 2-3  |      |      | 2-0  | 2-4  | 3-2  |     |     | 0-2 |     | 3-1  |      |     |     |     |     |     |     |     |
| Earthquakes de San José                                    | 1-0  |      | 3-2  | 2-2  |      |      |      | 2-1 | 2-1 |     |     |      | 4-3  |     |     |     |     |     |     |     |
| - Victoire à domicile - Match nul - Victoire à l'extérieur |      |      |      |      |      |      |      |     |     |     |     |      |      |     |     |     |     |     |     |     |

#### Matchs intra-conférences

##### Conférence Ouest
| Résultats (▼dom., ►ext.)                                   | COLO | DAL | KAN | LA   | SJ  | COLO | DAL | KAN | LA   | SJ  |
| Rapids du Colorado                                         |      | 2-2 | 2-0 | 3-2  | 1-0 |      | 3-2 | 1-1 | 1-3  | 3-0 |
| Burn de Dallas                                             | 3-1  |     | 1-1 | 1-1  | 0-2 | 4-1  |     | 0-1 | 1-0A | 2-1 |
| Wizards de Kansas City                                     | 1-1  | 2-2 |     | 1-2A | 2-0 | 1-2  | 1-1 |     | 2-1  | 2-1 |
| Galaxy de Los Angeles                                      | 0-1A | 1-1 | 2-2 |      | 2-1 | 4-0  | 3-0 | 2-1 |      | 1-0 |
| Earthquakes de San José                                    | 2-0  | 4-0 | 3-0 | 1-0  |     | 4-0  | 3-1 | 2-1 | 0-1  |     |
| - Victoire à domicile - Match nul - Victoire à l'extérieur |      |     |     |      |     |      |     |     |      |     |

##### Conférence Est
| Résultats (▼dom., ►ext.)                                   | CHI | COLU | DCU | MET  | N-A | CHI  | COLU | DCU | MET | N-A |
| Fire de Chicago                                            |     | 5-4  | 0-0 | 0-1  | 2-2 |      | 2-1  | 0-0 | 3-0 | 1-2 |
| Crew de Columbus                                           | 0-2 |      | 1-0 | 1-2A | 0-2 | 2-0  |      | 1-0 | 2-3 | 0-0 |
| D.C. United                                                | 2-0 | 1-1  |     | 4-2  | 3-2 | 0-3  | 1-3  |     | 2-1 | 0-1 |
| MetroStars                                                 | 0-2 | 0-1  | 1-0 |      | 3-1 | 2-3A | 2-3  | 0-1 |     | 4-3 |
| Revolution de la Nouvelle-Angleterre                       | 1-3 | 1-2A | 2-0 | 0-2  |     | 0-2  | 4-1  | 3-0 | 3-0 |     |
| - Victoire à domicile - Match nul - Victoire à l'extérieur |     |      |     |      |     |      |      |     |     |     |

A Quand un score est suivi d'une lettre, cela signifie que le match en question a été gagné en prolongation. Si le score inscrit est 3-2, cela signifie que l'équipe gagnante a marqué un but en or dans la prolongation après un match nul 2-2 dans le temps réglementaire.

## Séries éliminatoires

### Règlement
Pour la troisième (et dernière fois) de l'histoire de la MLS, il n'y a pas de distinction de conférence entre les équipes. Ainsi, en quart de finale, l'équipe classée première de la phase régulière affronte la huitième, la deuxième affronte la septième, la troisième affronte la sixième et la quatrième affronte la cinquième.
Le tableau est organisé de la manière suivante :
- Équipe 1 - Équipe 8
- Équipe 4 - Équipe 5
- Équipe 2 - Équipe 7
- Équipe 3 - Équipe 6

Les demi-finales et finales de conférence se déroulent avec match aller et match d'appui éventuel chez le terrain du mieux classé. En cas d'égalité à l'issue d'un match, une prolongation deux périodes de dix minutes est disputée avec le but en or. Si aucun but n'est marqué, le match s'achève sur un match nul. Une victoire dans le temps réglementaire ou en prolongation vaut 3 points, un match nul vaut 1 point, une défaite vaut 0 point. La première équipe à 5 points passe au tour suivant. Si les deux équipes sont à 4 points à l'issue du troisième match, une prolongation avec but en or est disputée. Si aucun but n'est marqué, une séance de tirs au but est alors disputée.
La finale MLS, se déroule sur un match au Gillette Stadium de Foxborough avec prolongation (but en or) et tirs au but pour départager si nécessaire les équipes.
Les finalistes se qualifient pour les huitièmes de finale de la Coupe des champions de la CONCACAF 2003.
Les Galaxy de Los Angeles, vainqueur du championnat sont déjà qualifiés pour cette compétition puisqu'ils ont auparavant gagné le MLS Supporters' Shield. Ainsi, leur dauphin de la saison régulière, les Earthquakes de San José prennent la quatrième place disponible pour cette compétition.

### Tableau
Pour les quarts et demi-finales, les points sont marqués. Entre parenthèses, sont marquées d'éventuelles morts subites à l'issue des 3 matchs. Pour la finale, le score de la rencontre est inscrit.
|  | Demi-finales de conférence               | Demi-finales de conférence               | Demi-finales de conférence               | Demi-finales de conférence               |                                          |                                          | Finale de conférence | Finale de conférence | Finale de conférence | Finale de conférence |  |  | MLS Cup 2002                                | MLS Cup 2002                                | MLS Cup 2002                                | MLS Cup 2002                                |
|  |                                          |                                          |                                          |                                          |                                          |                                          |                      |                      |                      |                      |  |  |                                             |                                             |                                             |                                             |
|  | 25 et 28 septembre, 2 octobre            | 25 et 28 septembre, 2 octobre            | 25 et 28 septembre, 2 octobre            | 25 et 28 septembre, 2 octobre            |                                          |                                          | 5 et 9 octobre       | 5 et 9 octobre       | 5 et 9 octobre       | 5 et 9 octobre       |  |  | 20 octobre, Columbus Crew Stadium, Columbus | 20 octobre, Columbus Crew Stadium, Columbus | 20 octobre, Columbus Crew Stadium, Columbus | 20 octobre, Columbus Crew Stadium, Columbus |
|  | 25 et 28 septembre, 2 octobre            | 25 et 28 septembre, 2 octobre            | 25 et 28 septembre, 2 octobre            | 25 et 28 septembre, 2 octobre            |                                          |                                          | 5 et 9 octobre       | 5 et 9 octobre       | 5 et 9 octobre       | 5 et 9 octobre       |  |  | 20 octobre, Columbus Crew Stadium, Columbus | 20 octobre, Columbus Crew Stadium, Columbus | 20 octobre, Columbus Crew Stadium, Columbus | 20 octobre, Columbus Crew Stadium, Columbus |
|  | (1) Galaxy de Los Angeles                | (1) Galaxy de Los Angeles                | 6                                        | 6                                        |                                          |                                          | 5 et 9 octobre       | 5 et 9 octobre       | 5 et 9 octobre       | 5 et 9 octobre       |  |  | 20 octobre, Columbus Crew Stadium, Columbus | 20 octobre, Columbus Crew Stadium, Columbus | 20 octobre, Columbus Crew Stadium, Columbus | 20 octobre, Columbus Crew Stadium, Columbus |
|  | (1) Galaxy de Los Angeles                | (1) Galaxy de Los Angeles                | 6                                        | 6                                        |                                          |                                          | 5 et 9 octobre       | 5 et 9 octobre       | 5 et 9 octobre       | 5 et 9 octobre       |  |  | 20 octobre, Columbus Crew Stadium, Columbus | 20 octobre, Columbus Crew Stadium, Columbus | 20 octobre, Columbus Crew Stadium, Columbus | 20 octobre, Columbus Crew Stadium, Columbus |
|  | (8) Wizards de Kansas City               | (8) Wizards de Kansas City               | 3                                        | 3                                        |                                          |                                          | 5 et 9 octobre       | 5 et 9 octobre       | 5 et 9 octobre       | 5 et 9 octobre       |  |  | 20 octobre, Columbus Crew Stadium, Columbus | 20 octobre, Columbus Crew Stadium, Columbus | 20 octobre, Columbus Crew Stadium, Columbus | 20 octobre, Columbus Crew Stadium, Columbus |
|  | (8) Wizards de Kansas City               | (8) Wizards de Kansas City               | 3                                        | 3                                        | (1) Galaxy de Los Angeles                | (1) Galaxy de Los Angeles                | 6                    | 6                    |                      |                      |  |  | 20 octobre, Columbus Crew Stadium, Columbus | 20 octobre, Columbus Crew Stadium, Columbus | 20 octobre, Columbus Crew Stadium, Columbus | 20 octobre, Columbus Crew Stadium, Columbus |
|  | 25 et 28 septembre, 2 octobre            |                                          |                                          |                                          | (1) Galaxy de Los Angeles                | (1) Galaxy de Los Angeles                | 6                    | 6                    |                      |                      |  |  | 20 octobre, Columbus Crew Stadium, Columbus | 20 octobre, Columbus Crew Stadium, Columbus | 20 octobre, Columbus Crew Stadium, Columbus | 20 octobre, Columbus Crew Stadium, Columbus |
|  |                                          |                                          | (5) Rapids du Colorado                   | (5) Rapids du Colorado                   | 0                                        | 0                                        |                      |                      |                      |                      |  |  | 20 octobre, Columbus Crew Stadium, Columbus | 20 octobre, Columbus Crew Stadium, Columbus | 20 octobre, Columbus Crew Stadium, Columbus | 20 octobre, Columbus Crew Stadium, Columbus |
|  | (4) Burn de Dallas                       | (4) Burn de Dallas                       | (5) Rapids du Colorado                   | (5) Rapids du Colorado                   | 0                                        | 0                                        | 4 (0)                | 4 (0)                |                      |                      |  |  | 20 octobre, Columbus Crew Stadium, Columbus | 20 octobre, Columbus Crew Stadium, Columbus | 20 octobre, Columbus Crew Stadium, Columbus | 20 octobre, Columbus Crew Stadium, Columbus |
|  | (4) Burn de Dallas                       | (4) Burn de Dallas                       | 6, 9 et 12 octobre                       |                                          |                                          |                                          | 4 (0)                | 4 (0)                |                      |                      |  |  | 20 octobre, Columbus Crew Stadium, Columbus | 20 octobre, Columbus Crew Stadium, Columbus | 20 octobre, Columbus Crew Stadium, Columbus | 20 octobre, Columbus Crew Stadium, Columbus |
|  | (5) Rapids du Colorado                   | (5) Rapids du Colorado                   | 4 (1)                                    | 4 (1)                                    |                                          |                                          |                      |                      |                      |                      |  |  | 20 octobre, Columbus Crew Stadium, Columbus | 20 octobre, Columbus Crew Stadium, Columbus | 20 octobre, Columbus Crew Stadium, Columbus | 20 octobre, Columbus Crew Stadium, Columbus |
|  | (5) Rapids du Colorado                   | (5) Rapids du Colorado                   | 4 (1)                                    | 4 (1)                                    | (1) Galaxy de Los Angeles b.e.o.         | (1) Galaxy de Los Angeles b.e.o.         | 1                    | 1                    |                      |                      |  |  |                                             |                                             |                                             |                                             |
|  | 26 et 29 septembre, 2 octobre            |                                          |                                          |                                          | (1) Galaxy de Los Angeles b.e.o.         | (1) Galaxy de Los Angeles b.e.o.         | 1                    | 1                    |                      |                      |  |  |                                             |                                             |                                             |                                             |
|  |                                          |                                          | (2) Revolution de la Nouvelle-Angleterre | (2) Revolution de la Nouvelle-Angleterre | 0                                        | 0                                        |                      |                      |                      |                      |  |  |                                             |                                             |                                             |                                             |
|  | (2) Revolution de la Nouvelle-Angleterre | (2) Revolution de la Nouvelle-Angleterre | (2) Revolution de la Nouvelle-Angleterre | (2) Revolution de la Nouvelle-Angleterre | 0                                        | 0                                        | 6                    | 6                    |                      |                      |  |  |                                             |                                             |                                             |                                             |
|  | (2) Revolution de la Nouvelle-Angleterre | (2) Revolution de la Nouvelle-Angleterre |                                          |                                          |                                          |                                          |                      |                      |                      |                      |  |  |                                             |                                             |                                             |                                             |
|  | (7) Fire de Chicago                      | (7) Fire de Chicago                      | 3                                        | 3                                        |                                          |                                          |                      |                      |                      |                      |  |  |                                             |                                             |                                             |                                             |
|  | (7) Fire de Chicago                      | (7) Fire de Chicago                      | 3                                        | 3                                        | (2) Revolution de la Nouvelle-Angleterre | (2) Revolution de la Nouvelle-Angleterre | 5                    | 5                    |                      |                      |  |  |                                             |                                             |                                             |                                             |
|  | 26 et 28 septembre                       |                                          |                                          |                                          | (2) Revolution de la Nouvelle-Angleterre | (2) Revolution de la Nouvelle-Angleterre | 5                    | 5                    |                      |                      |  |  |                                             |                                             |                                             |                                             |
|  |                                          |                                          | (6) Crew de Columbus                     | (6) Crew de Columbus                     | 2                                        | 2                                        |                      |                      |                      |                      |  |  |                                             |                                             |                                             |                                             |
|  | (3) Earthquakes de San José              | (3) Earthquakes de San José              | (6) Crew de Columbus                     | (6) Crew de Columbus                     | 2                                        | 2                                        | 0                    | 0                    |                      |                      |  |  |                                             |                                             |                                             |                                             |
|  | (3) Earthquakes de San José              | (3) Earthquakes de San José              |                                          |                                          |                                          |                                          |                      | 0                    |                      |                      |  |  |                                             |                                             |                                             |                                             |
|  | (6) Crew de Columbus                     | (6) Crew de Columbus                     | 6                                        | 6                                        |                                          |                                          |                      |                      |                      |                      |  |  |                                             |                                             |                                             |                                             |
|  | (6) Crew de Columbus                     | (6) Crew de Columbus                     | 6                                        | 6                                        |                                          |                                          |                      |                      |                      |                      |  |  |                                             |                                             |                                             |                                             |
|  |                                          |                                          |                                          |                                          |                                          |                                          |                      |                      |                      |                      |  |  |                                             |                                             |                                             |                                             |

### Résultats

#### Demi-finales de conférence
| 25 septembre 2002 | Galaxy de Los Angeles                                  | 3 - 2 b.e.o. | Wizards de Kansas City                          |                                                                    |                                                                    |
|                   | · Ruiz 62e (pen.) · Elliott 63e · Jones 85e · Ruiz 99e |              | 25e Preki · 27e Talley · 67e Garcia · 70e Brown | Rose Bowl, Pasadena Spectateurs : 14 585 Arbitrage : Richard Heron | Rose Bowl, Pasadena Spectateurs : 14 585 Arbitrage : Richard Heron |
|                   | Rapport                                                |              |                                                 | Rose Bowl, Pasadena Spectateurs : 14 585 Arbitrage : Richard Heron | Rose Bowl, Pasadena Spectateurs : 14 585 Arbitrage : Richard Heron |

| 28 septembre 2002 | Wizards de Kansas City                                                        | 4 - 1 | Galaxy de Los Angeles     |                                                                            |                                                                            |
|                   | Simutenkov 19e · Quill 37e · Vermes 43e · Fabbro 61e · Preki 70e · Fabbro 73e |       | · 40e Ruiz · 71e Albright | Arrowhead Stadium, Kansas City Spectateurs : 9 484 Arbitrage : Kevin Terry | Arrowhead Stadium, Kansas City Spectateurs : 9 484 Arbitrage : Kevin Terry |
|                   | Rapport                                                                       |       |                           | Arrowhead Stadium, Kansas City Spectateurs : 9 484 Arbitrage : Kevin Terry | Arrowhead Stadium, Kansas City Spectateurs : 9 484 Arbitrage : Kevin Terry |

| 2 octobre 2002 | Galaxy de Los Angeles                                                                 | 5 - 2 | Wizards de Kansas City                                                         |                                                                      |                                                                      |
|                | Ruiz 27e · Ruiz 34e · Jones 45+1e · Jones 62e · Ruiz 66e · Lalas 67e · Tennyson 90+3e |       | · 37e Simutenkov · 47e Klein · 48e Vermes · 72e Preki · 78e McKeon · 84e Quill | Rose Bowl, Pasadena Spectateurs : 14 713 Arbitrage : Michael Kennedy | Rose Bowl, Pasadena Spectateurs : 14 713 Arbitrage : Michael Kennedy |
|                | Rapport                                                                               |       |                                                                                | Rose Bowl, Pasadena Spectateurs : 14 713 Arbitrage : Michael Kennedy | Rose Bowl, Pasadena Spectateurs : 14 713 Arbitrage : Michael Kennedy |

Le Galaxy se qualifie six points à trois.
| 25 septembre 2002 | Burn de Dallas                                                                              | 4 - 2 | Rapids du Colorado                                                              |                                                               |                                                               |
|                   | · Morrow 26e · Suarez 36e · Kreis 49e · Kreis 54e · Broome 54e · Deering 68e · Martínez 70e |       | 2e Valderrama · 18e Mastroeni · 67e Henderson · 75e (pen.) Spencer · 86e Fraser | Cotton Bowl, Dallas Spectateurs : 6 360 Arbitrage : Alex Prus | Cotton Bowl, Dallas Spectateurs : 6 360 Arbitrage : Alex Prus |
|                   | Rapport                                                                                     |       |                                                                                 | Cotton Bowl, Dallas Spectateurs : 6 360 Arbitrage : Alex Prus | Cotton Bowl, Dallas Spectateurs : 6 360 Arbitrage : Alex Prus |

| 28 septembre 2002 | Rapids du Colorado                         | 1 - 0 | Burn de Dallas            |                                                                                  |                                                                                  |
|                   | Valderrama 19e · Fraser 32e · Carrieri 78e |       | · 39e Broome · 41e Bonseu | Invesco Field at Mile High, Denver Spectateurs : 9 637 Arbitrage : Richard Grady | Invesco Field at Mile High, Denver Spectateurs : 9 637 Arbitrage : Richard Grady |
|                   | Rapport                                    |       |                           | Invesco Field at Mile High, Denver Spectateurs : 9 637 Arbitrage : Richard Grady | Invesco Field at Mile High, Denver Spectateurs : 9 637 Arbitrage : Richard Grady |

| 2 octobre 2002 | Burn de Dallas                                 | 1 - 1 a. p. | Rapids du Colorado                         |                                                                  |                                                                  |
|                | Rhine 6e · Kreis 7e · Deering 51e · Bonseu 65e |             | · 22e Spencer · 39e Carrieri · 57e Spencer | Cotton Bowl, Dallas Spectateurs : 8 008 Arbitrage : Terry Vaughn | Cotton Bowl, Dallas Spectateurs : 8 008 Arbitrage : Terry Vaughn |
|                | Rapport                                        |             |                                            | Cotton Bowl, Dallas Spectateurs : 8 008 Arbitrage : Terry Vaughn | Cotton Bowl, Dallas Spectateurs : 8 008 Arbitrage : Terry Vaughn |

|  |  | 0 - 1 b.e.o. |            |
|  |  |              | 101e Chung |

Il y a quatre points partout à l'issue du troisième match. Le Rapid se qualifie lors de la prolongation en or à l'issue du troisième match.
| 26 septembre 2002 | Revolution de la Nouvelle-Angleterre                     | 2 - 0 | Fire de Chicago                                         |                                                                          |                                                                          |
|                   | Twellman 13e · Kanté 34e · Hernández 60e · Hernández 75e |       | 13e Brown · 62e Marsch · 62e Stoitchkov · 84e Kovalenko | Gillette Stadium, Foxborough Spectateurs : 6 306 Arbitrage : Kevin Stott | Gillette Stadium, Foxborough Spectateurs : 6 306 Arbitrage : Kevin Stott |
|                   | Rapport                                                  |       |                                                         | Gillette Stadium, Foxborough Spectateurs : 6 306 Arbitrage : Kevin Stott | Gillette Stadium, Foxborough Spectateurs : 6 306 Arbitrage : Kevin Stott |

| 29 septembre 2002 | Fire de Chicago                                                           | 2 - 1 | Revolution de la Nouvelle-Angleterre                                                           |                                                                                 |                                                                                 |
|                   | · Razov 43e (pen.) · Beasley 44e · Nowak 64e · Razov 76e · Stoitchkov 84e |       | 14e Franchino · 22e Hernández · 28e Kamler · 29e Heaps · 52e Kanté · 58e Llamosa · 90e Llamosa | Cardinal Stadium, Naperville Spectateurs : 9 434 Arbitrage : Ricardo Valenzuela | Cardinal Stadium, Naperville Spectateurs : 9 434 Arbitrage : Ricardo Valenzuela |
|                   | Rapport                                                                   |       |                                                                                                | Cardinal Stadium, Naperville Spectateurs : 9 434 Arbitrage : Ricardo Valenzuela | Cardinal Stadium, Naperville Spectateurs : 9 434 Arbitrage : Ricardo Valenzuela |

| 2 octobre 2002 | Revolution de la Nouvelle-Angleterre                   | 2 - 0 | Fire de Chicago               |                                                                          |                                                                          |
|                | Kamler 12e · Franchino 29e · Pierce 35e · Twellman 65e |       | · 53e Bocanegra · 90+2e Razov | Gillette Stadium, Foxborough Spectateurs : 6 954 Arbitrage : Kevin Terry | Gillette Stadium, Foxborough Spectateurs : 6 954 Arbitrage : Kevin Terry |
|                | Rapport                                                |       |                               | Gillette Stadium, Foxborough Spectateurs : 6 954 Arbitrage : Kevin Terry | Gillette Stadium, Foxborough Spectateurs : 6 954 Arbitrage : Kevin Terry |

Le Revolution se qualifie six points à trois.
| 25 septembre 2002 | Earthquakes de San José | 1 - 2 | Crew de Columbus                                                 |                                                                           |                                                                           |
|                   | · Donovan 54e           |       | 21e Corrales · 38e Buddle · 77e Russell · 78e Agoos · 81e García | Spartan Stadium, San José Spectateurs : 8 069 Arbitrage : Ricardo Salazar | Spartan Stadium, San José Spectateurs : 8 069 Arbitrage : Ricardo Salazar |
|                   | Rapport                 |       |                                                                  | Spartan Stadium, San José Spectateurs : 8 069 Arbitrage : Ricardo Salazar | Spartan Stadium, San José Spectateurs : 8 069 Arbitrage : Ricardo Salazar |

| 28 septembre 2002 | Crew de Columbus                     | 2 - 1 | Earthquakes de San José       |                                                                               |                                                                               |
|                   | Clark 46e · García 50e · McBride 81e |       | · 58e Graziani · 76e Robinson | Columbus Crew Stadium, Columbus Spectateurs : 13 004 Arbitrage : Jair Marrufo | Columbus Crew Stadium, Columbus Spectateurs : 13 004 Arbitrage : Jair Marrufo |
|                   | Rapport                              |       |                               | Columbus Crew Stadium, Columbus Spectateurs : 13 004 Arbitrage : Jair Marrufo | Columbus Crew Stadium, Columbus Spectateurs : 13 004 Arbitrage : Jair Marrufo |

Le Crew de Columbus se qualifie six points à zéro.

#### Finales de conférence
| 5 octobre 2002 | Galaxy de Los Angeles                                           | 4 - 0 | Rapids du Colorado       |                                                                  |                                                                  |
|                | · Lalas 8e · Califf 21e · Ruiz 24e · Hendrickson 71e · Ruiz 84e |       | 4e Fraser · 55e Kotschau | Rose Bowl, Pasadena Spectateurs : 24 742 Arbitrage : Kevin Terry | Rose Bowl, Pasadena Spectateurs : 24 742 Arbitrage : Kevin Terry |
|                | Rapport                                                         |       |                          | Rose Bowl, Pasadena Spectateurs : 24 742 Arbitrage : Kevin Terry | Rose Bowl, Pasadena Spectateurs : 24 742 Arbitrage : Kevin Terry |

| 9 octobre 2002 | Rapids du Colorado       | 0 - 1 | Galaxy de Los Angeles    |                                                                               |                                                                               |
|                | Ruiz 64e · Mastroeni 86e |       | · 83e Waibel · 90e Jones | Invesco Field at Mile High, Denver Spectateurs : 12 367 Arbitrage : Alex Prus | Invesco Field at Mile High, Denver Spectateurs : 12 367 Arbitrage : Alex Prus |
|                | Rapport                  |       |                          | Invesco Field at Mile High, Denver Spectateurs : 12 367 Arbitrage : Alex Prus | Invesco Field at Mile High, Denver Spectateurs : 12 367 Arbitrage : Alex Prus |

Le Galaxy de Los Angeles se qualifie six points à zéro.
| 6 octobre 2002 | Revolution de la Nouvelle-Angleterre    | 0 - 0 a. p. | Crew de Columbus                                                          |                                                                          |                                                                          |
|                | · Kanté 56e · Kanté 82e · Hernandez 83e |             | 13e Maisonneuve · 38e Cunningham · 52e Torres · 85e McBride · 88e Oughton | Gillette Stadium, Foxborough Spectateurs : 11 387 Arbitrage : Brian Hall | Gillette Stadium, Foxborough Spectateurs : 11 387 Arbitrage : Brian Hall |
|                | Rapport                                 |             |                                                                           | Gillette Stadium, Foxborough Spectateurs : 11 387 Arbitrage : Brian Hall | Gillette Stadium, Foxborough Spectateurs : 11 387 Arbitrage : Brian Hall |

| 9 octobre 2002 | Crew de Columbus                           | 0 - 1 | Revolution de la Nouvelle-Angleterre |                                                                               |                                                                               |
|                | · García 40e · Dunseth 79e · Oughton 90+1e |       | 3e Heaps · 38e Heaps · 39e Heaps     | Columbus Crew Stadium, Columbus Spectateurs : 10 245 Arbitrage : Gerry Corrie | Columbus Crew Stadium, Columbus Spectateurs : 10 245 Arbitrage : Gerry Corrie |
|                | Rapport                                    |       |                                      | Columbus Crew Stadium, Columbus Spectateurs : 10 245 Arbitrage : Gerry Corrie | Columbus Crew Stadium, Columbus Spectateurs : 10 245 Arbitrage : Gerry Corrie |

| 12 octobre 2002 | Revolution de la Nouvelle-Angleterre | 2 - 2 a. p. | Crew de Columbus               |                                                                          |                                                                          |
|                 | Ralston 17e · Harris 47e             |             | · 80e McBride · 85e Washington | Gillette Stadium, Foxborough Spectateurs : 9 216 Arbitrage : Kevin Stott | Gillette Stadium, Foxborough Spectateurs : 9 216 Arbitrage : Kevin Stott |
|                 | Rapport                              |             |                                | Gillette Stadium, Foxborough Spectateurs : 9 216 Arbitrage : Kevin Stott | Gillette Stadium, Foxborough Spectateurs : 9 216 Arbitrage : Kevin Stott |

Le Revolution se qualifie cinq points à deux.

#### MLS Cup 2002
| 20 octobre 2002 | Galaxy de Los Angeles     | 1 - 0 b.e.o. | Revolution de la Nouvelle-Angleterre | Gillette Stadium, Foxborough                 |                                              |
|                 | · Elliott 95e · Ruiz 113e |              | 25e Franchino · 60e Llamosa          | Spectateurs : 61 316 Arbitrage : Kevin Terry | Spectateurs : 61 316 Arbitrage : Kevin Terry |
|                 | Rapport                   |              |                                      | Spectateurs : 61 316 Arbitrage : Kevin Terry | Spectateurs : 61 316 Arbitrage : Kevin Terry |

## Leaders statistiques (saison régulière)

### Classement des buteurs (MLS Scoring Champion)
Le classement des buteurs se calcule de la manière suivante : 2 points pour un but et 1 point pour une passe.
| Rang | Joueur          | Club                                 | Buts | Passes | Points |
| ---- | --------------- | ------------------------------------ | ---- | ------ | ------ |
| 1    | Taylor Twellman | Revolution de la Nouvelle-Angleterre | 23   | 6      | 52     |
| 2    | Carlos Ruiz     | Galaxy de Los Angeles                | 24   | 1      | 49     |
| 3    | Jeff Cunningham | Crew de Columbus                     | 16   | 5      | 37     |
| 4    | Ante Razov      | Crew de Columbus                     | 14   | 8      | 36     |
| 5    | Ariel Graziani  | Earthquakes de San José              | 14   | 5      | 33     |
| 6    | Mark Chung      | Rapids du Colorado                   | 11   | 10     | 32     |
| 7    | Jason Kreis     | Burn de Dallas                       | 13   | 4      | 30     |
| 8    | Mamadou Diallo  | MetroStars                           | 12   | 5      | 29     |
| 8    | Steve Ralston   | Revolution de la Nouvelle-Angleterre | 5    | 19     | 29     |
| 8    | Rodrigo Faria   | MetroStars                           | 12   | 5      | 29     |
| 8    | Chris Henderson | Crew de Columbus                     | 11   | 7      | 29     |

### Classement des passeurs
| Rang | Joueur            | Club                                 | Passes |
| ---- | ----------------- | ------------------------------------ | ------ |
| 1    | Steve Ralston     | Revolution de la Nouvelle-Angleterre | 19     |
| 2    | Carlos Valderrama | Rapids du Colorado                   | 16     |
| 3    | Andrew Williams   | MetroStars                           | 15     |
| 4    | Cobi Jones        | Galaxy de Los Angeles                | 13     |
| 5    | Antonio Martinez  | Burn de Dallas                       | 10     |
| 5    | Mark Chung        | Rapids du Colorado                   | 10     |
| 5    | Preki             | Wizards de Kansas City               | 10     |
| 5    | Simon Elliott     | Galaxy de Los Angeles                | 10     |
| 9    | Joselito Vaca     | Burn de Dallas                       | 9      |
| 9    | Ramiro Corrales   | Earthquakes de San José              | 9      |

### Classement des gardiens
Il faut avoir joué au moins 1000 minutes pour être classé. Les statistiques sont faites seulement sur les matchs où les gardiens sont titulaires. 
| Rang | Gardien       | Club                                 | MJ | MIN  | BE | BE/M |
| ---- | ------------- | ------------------------------------ | -- | ---- | -- | ---- |
| 1    | Kevin Hartman | Galaxy de Los Angeles                | 18 | 1648 | 20 | 1.09 |
| 2    | Joe Cannon    | Earthquakes de San José              | 26 | 2375 | 29 | 1.10 |
| 3    | Jon Busch     | Crew de Columbus                     | 13 | 1205 | 15 | 1.12 |
| 4    | Zach Thornton | Fire de Chicago                      | 27 | 2483 | 34 | 1.23 |
| 5    | Adin Brown    | Revolution de la Nouvelle-Angleterre | 16 | 1450 | 20 | 1.23 |
| 6    | Tony Meola    | Wizards de Kansas City               | 17 | 1519 | 21 | 1.24 |
| 7    | Nick Rimando  | D.C. United                          | 28 | 2588 | 40 | 1.39 |
| 8    | Matt Jordan   | Burn de Dallas                       | 27 | 2511 | 42 | 1.51 |
| 9    | Scott Garlick | Rapids du Colorado                   | 15 | 1374 | 24 | 1.57 |
| 10   | Tim Howard    | MetroStars                           | 27 | 2463 | 44 | 1.61 |

## Récompenses individuelles

### Récompenses annuelles
| Trophée                            | Joueur                      | Club                                 |
| ---------------------------------- | --------------------------- | ------------------------------------ |
| Meilleur joueur (saison régulière) | Carlos Ruiz                 | Galaxy de Los Angeles                |
| Meilleur joueur (finale MLS)       | Carlos Ruiz                 | Galaxy de Los Angeles                |
| Meilleur buteur                    | Taylor Twellman (52 points) | Revolution de la Nouvelle-Angleterre |
| Meilleur défenseur                 | Carlos Bocanegra            | Fire de Chicago                      |
| Meilleur gardien                   | Joe Cannon                  | Earthquakes de San José              |
| Meilleur rookie                    | Kyle Martino                | Crew de Columbus                     |
| Meilleur entraîneur                | Steve Nicol                 | Revolution de la Nouvelle-Angleterre |
| Meilleur come-back                 | Chris Klein                 | Wizards de Kansas City               |
| Meilleur arbitre                   | Kevin Terry                 |                                      |
| Meilleur but                       | Carlos Ruiz                 | Galaxy de Los Angeles                |
| Action de l'année                  | Taylor Twellman             | Revolution de la Nouvelle-Angleterre |
| Trophée du fair-play (joueur)      | Mark Chung                  | Rapids du Colorado                   |
| Trophée du fair-play (équipe)      |                             | Wizards de Kansas City               |
| Action humanitaire de l'année      | Steve Jolley                | MetroStars                           |

### Joueur du mois
| Mois    | Joueur          | Club                                 |
| ------- | --------------- | ------------------------------------ |
| Avril   | Carlos Ruiz     | Galaxy de Los Angeles                |
| Mai     | Taylor Twellman | Revolution de la Nouvelle-Angleterre |
| Juin    | Ariel Graziani  | Earthquakes de San José              |
| Juillet | Carlos Ruiz     | Galaxy de Los Angeles                |
| Août    | Edson Buddle    | Crew de Columbus                     |

### Joueur de la semaine
| Semaine    | Joueur           | Club                                 |
| ---------- | ---------------- | ------------------------------------ |
| Semaine 1  | Carlos Ruiz      | Galaxy de Los Angeles                |
| Semaine 2  | Marco Etcheverry | D.C. United                          |
| Semaine 3  | Carlos Ruiz      | Galaxy de Los Angeles                |
| Semaine 4  | Chris Klein      | Wizards de Kansas City               |
| Semaine 5  | Ariel Graziani   | Earthquakes de San José              |
| Semaine 6  | Piotr Nowak      | Fire de Chicago                      |
| Semaine 7  | Jason Kreis      | Burn de Dallas                       |
| Semaine 8  | Taylor Twellman  | Revolution de la Nouvelle-Angleterre |
| Semaine 9  | Ante Razov       | Fire de Chicago                      |
| Semaine 10 | Mark Chung       | Rapids du Colorado                   |
| Semaine 11 | Mark Chung       | Rapids du Colorado                   |
| Semaine 12 | Bobby Rhine      | Burn de Dallas                       |
| Semaine 13 | Mamadou Diallo   | MetroStars                           |
| Semaine 14 | Tim Howard       | MetroStars                           |
| Semaine 15 | Nick Rimando     | D.C. United                          |
| Semaine 16 | Chris Carrieri   | Rapids du Colorado                   |
| Semaine 17 | Josh Wolff       | Fire de Chicago                      |
| Semaine 18 | Mamadou Diallo   | MetroStars                           |
| Semaine 19 | Ante Razov       | Fire de Chicago                      |
| Semaine 20 | Jeff Cunningham  | Crew de Columbus                     |
| Semaine 21 | Tony Meola       | Wizards de Kansas City               |
| Semaine 22 | Antonio Martinez | Burn de Dallas                       |
| Semaine 23 | Ramiro Corrales  | Earthquakes de San José              |
| Semaine 24 | Carlos Ruiz      | Galaxy de Los Angeles                |
| Semaine 25 | Taylor Twellman  | Revolution de la Nouvelle-Angleterre |
| Semaine 26 | Nick Rimando     | D.C. United                          |
| Semaine 27 | Kevin Hartman    | Galaxy de Los Angeles                |

## Bilan
| Major League Soccer 2002                                     |                                      |
| Champion                                                     | Galaxy de Los Angeles (1er titre)    |
| Play-offs                                                    | Galaxy de Los Angeles                |
| Play-offs                                                    | Earthquakes de San José              |
| Play-offs                                                    | Burn de Dallas                       |
| Play-offs                                                    | Rapids du Colorado                   |
| Play-offs                                                    | Revolution de la Nouvelle-Angleterre |
| Play-offs                                                    | Crew de Columbus                     |
| Play-offs                                                    | Fire de Chicago                      |
| Play-offs                                                    | Wizards de Kansas City               |
| Coupes et trophées                                           |                                      |
| Vainqueur de la Coupe des États-Unis 2002                    | Crew de Columbus                     |
| Qualifications continentales                                 |                                      |
| Coupe des champions de la CONCACAF 2003 (huitième de finale) | Galaxy de Los Angeles                |
| Coupe des champions de la CONCACAF 2003 (huitième de finale) | Earthquakes de San José              |
| Coupe des champions de la CONCACAF 2003 (huitième de finale) | Revolution de la Nouvelle-Angleterre |
| Coupe des champions de la CONCACAF 2003 (huitième de finale) | Crew de Columbus                     |